# Seseli abolinii
Seseli abolinii är en växtart i släktet Seseli och familjen flockblommiga växter.
Arten är en perenn ört som förekommer i Centralasien, Mongoliet och norra Kina. Den beskrevs först som Phlojodicarpus abolinii av Jevgenij Korovin 1924, och fick sitt nu gällande namn av Boris Sjisjkin 1950. Arten har även förts till släktet Libanotis.